# Eddie Murphy Raw
Eddie Murphy Raw 1987 es un especial de comedia de stand up estadounidense protagonizada por Eddie Murphy y dirigida por Robert Townsend. Fue el segundo especial de comedia de stand up, después del Eddie Murphy Delirious. Sin embargo, a diferencia de Delirious, Raw recibió un amplio lanzamiento teatral. El espectáculo de 90 minutos se filmó en el Felt Forum, un lugar en el complejo Madison Square Garden en la ciudad de Nueva York. A octubre de 2019, Raw sigue siendo el especial de comedia de stand-up número 1 de todos los tiempos en la taquilla, ganando 50,5 millones de USD en todo el mundo sin contar la inflación. A dinero de 2019, la película recaudó 114 millones de USD. La película fue lanzada en los Estados Unidos el 18 de diciembre de 1987. 

## Trama
La película comienza con un skecth pregrabado que representa una escena de la infancia de Murphy. En un Día de Acción de Gracias en familia en noviembre de 1968, los niños se turnan para mostrar su talento a los familiares reunidos (incluido uno interpretado por el propio Murphy). El joven Eddie (Deon Richmond) sorprende a la familia con una broma grosera sobre un mono y un león.
Después de salir al escenario para el show en vivo, Murphy comienza discutiendo las reacciones de enojo de las celebridades parodiadas en su show de stand-up anterior, Delirious, específicamente el Mr. T y Michael Jackson, así como los televidentes homosexuales ofendidos por sus bromas sobre "maricones". " Murphy luego narra una llamada telefónica que recibió de Bill Cosby castigándolo por usar palabrotas en el escenario. Enfurecido por la suposición de Cosby de que todo su acto no fue más que "inmundicia, inmundicia", Murphy llama a Richard Pryor para pedirle consejo. Pryor declara que su única preocupación debería ser hacer reír al público y que le paguen, y recomienda que le diga a Cosby que "tome una Coca-Cola y una sonrisa y que se calle". Murphy explica su admiración por la comedia "cruda" de Pryor, siguiendo una rutina de su propia adolescencia sobre la defecación, con la voz de Pryor. Luego continúa hablando sobre cómo las personas que no hablan inglés solo usan las maldiciones de su acto y le gritan por la calle.
Luego viene una larga rutina sobre citas y relaciones. Murphy explica que el aumento de las infecciones mortales de transmisión sexual lo ha motivado a buscar matrimonio, pero el divorcio de Johnny Carson y Joanna Holland (en el que ella quería el 50% de su dinero) lo ha dejado paranoico sobre el riesgo financiero del matrimonio, concluyendo que "ningún coño vale 150 millones de USD". Se burla de la agresión y el materialismo de las mujeres estadounidenses (en comparación con su mansedumbre creída de las mujeres japonesas), refiriéndose a la popularidad de la canción de Janet Jackson "What Have You Done for Me Lately". Bromea diciendo que tiene la intención de profundizar en África para encontrar una "zorra arbustiva" que no tenga un concepto de la cultura occidental... al menos hasta que las mujeres estadounidenses la convenzan de defenderse y exigir "¡Mi mitad!". Esto se convierte en una advertencia más amplia a los hombres para evitar "la trampa del coño", y una advertencia a las mujeres de que los hombres nunca permanecen fieles: una vez que un hombre ha evocado un poderoso orgasmo de una mujer ("¡ooohhhh!") ella tolerará todo tipo de mal comportamiento, aunque puede perseguir su propia infidelidad.
El siguiente segmento narra un recuerdo de la infancia de su madre prometiendo cocinarle una hamburguesa "mejor que la de McDonald's ", solo para producir una repugnante "hamburguesa del programa de bienestar social", un trozo de carne de res con cebolla y pimientos verdes en Wonder Bread (mientras los niños del vecindario presumen de sus hamburguesas McDonald's en un recuerdo al segmento de helados de Delirious. 
Murphy luego habla sobre los blancos en la ciudad, criticando sus vergonzosos movimientos de baile, lo que lleva a que los italoestadounidenses se inspiren en Rocky, luego culmina un poco sobre pelear en una discoteca con Deney Terrio, y finalmente comienza una pelea a gran escala después de la cual "Todos me demandaron" por millones de dólares. 
Después de la pelea, Murphy llama a sus padres, lo que da a una larga imitación de su padrastro borracho (otra llamada a Delirious ). Este segmento final dura más de 10 minutos e incorpora el hábito de su padrastro de citar erróneamente las canciones de Motown (incluyendo " Ain't Too Proud to Beg ", que abrió la película).

## Reparto (segmento de apertura)
| Actor             | Personaje                     |
| ----------------- | ----------------------------- |
| Eddie Murphy      | Él mismo                      |
| Tatyana Ali       | Hermana de Eddie (Sketch)     |
| Deon Richmond     | Little Eddie (Sketch)         |
| Billie Allen      | Tía de Eddie (Sketch)         |
| James Brown III   | Invitado de Acción de Gracias |
| Edye Byrde        | Sra. Culos (Sketch)           |
| Michelle Davison  | Invitada de Acción de Gracias |
| Clebert Ford      | Tío Lester (Sketch)           |
| Birdie M. Hale    | Tía Rose (Sketch)             |
| JD Hall           | Invitado a la fiesta (Sketch) |
| Tiger Haynes      | Jugador de cartas # 3         |
| Barbara Iley      | Invitada de Acción de Gracias |
| Leonard Jackson   | Tío Gus (Sketch)              |
| Samuel L. Jackson | Tío de Eddie                  |
| John Lafayette    | Invitado de Acción de Gracias |
| Davenia McFadden  | Tía de Eddie (Sketch)         |
| Gwen McGee        | Madre de Eddie (Sketch)       |
| Lex Monson        | Jugador de cartas # 4         |
| Warren Morris     | Lector de poesía              |
| Basil Wallace     | Padre de Eddie (Sketch)       |
| Damien Wayans     | Niño corriendo en la casa     |
| Ellis E. Williams | Tío de Eddie (Sketch)         |
| Carol Woods       | Tía de Eddie                  |
| Kim Wayans        | Fan entrevistada              |

## Recepción
The New York Times y Los Angeles Times elogiaron la rutina de comedia de Eddie Murphy.